# Diòcesi d'Osma-Sòria
La diòcesi d'Osma-Sòria és una seu episcopal dependent de l'arxidiòcesi de Burgos, a Castella i Lleó, Espanya. Les seves seus són les catedrals del Burgo de Osma i de San Pedro de Sòria.

## Història
Hi ha notícies de l'existència de la diòcesi d'Osma des del segle vi. El primer vestigi documental és de l'any 597 i formava part de la província eclesiàstica de Toledo.

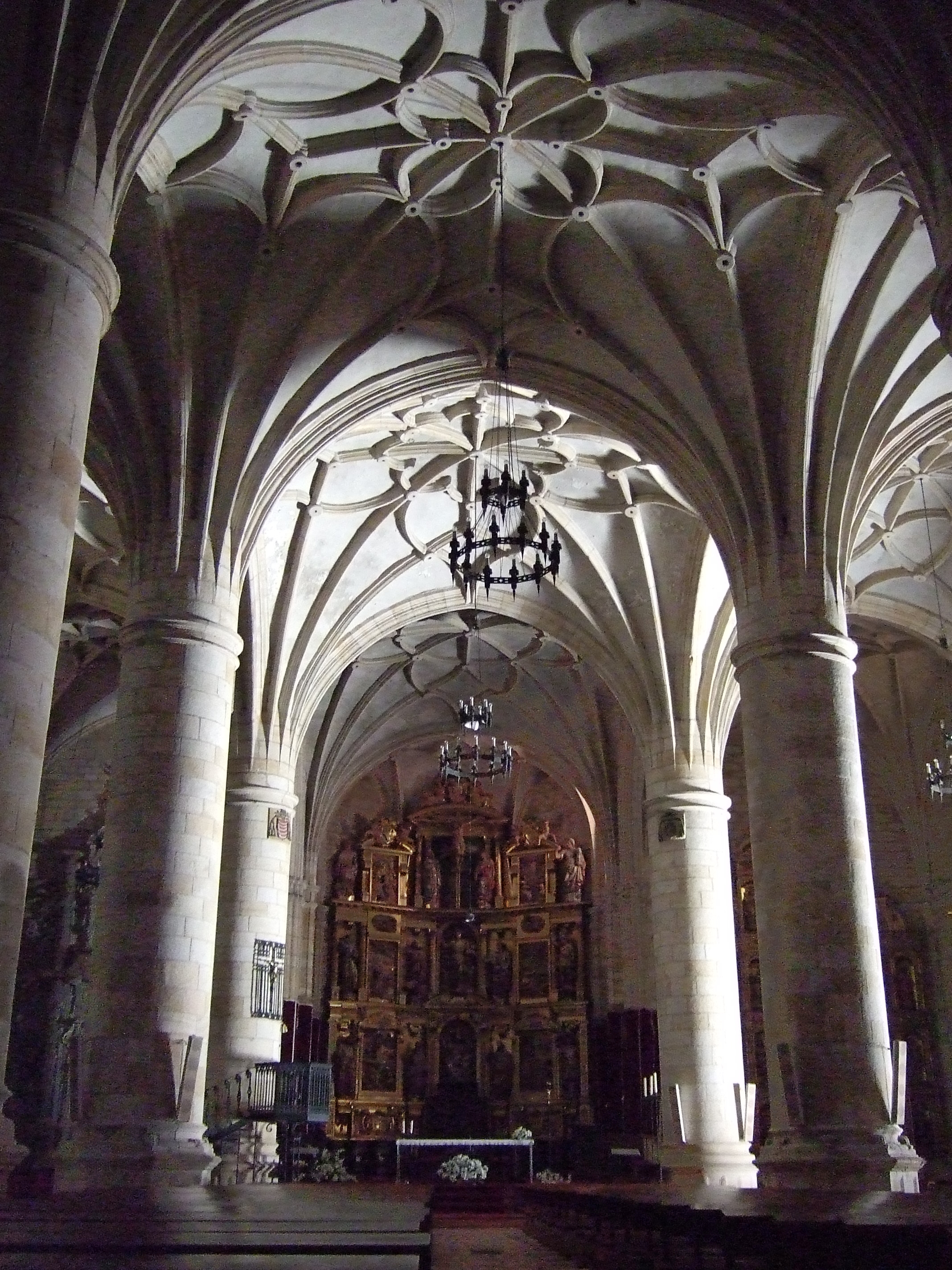
Interior de la Cocatedral.

Durant l'ocupació musulmana, aquesta diòcesi no va existir ni va tenir bisbe. Va haver-hi alguns bisbes titulars, però pel que sembla refugiats en zones cristianes, com les muntanyes de Cantàbria.
Després de la reconquesta (1011) es va traslladar la vella ciutat d' Uxama (Osma) des del seu lloc original, el turó de Castro, fins a un altre turó proper, en la riba esquerra del riu Ucero, i més endavant, fins a l'actual, en el pla, en la riba dreta del riu, prenent el nom de Burgo de Osma.
Fins a l'any 1101 no es va restaurar la diòcesi, sent nomenat primer bisbe, Pere de Bourges (Sanr Pere d'Osma), que va començar a construir la primitiva catedral romànica. En el segle xiii es va començar la construcció de la catedral gòtica.

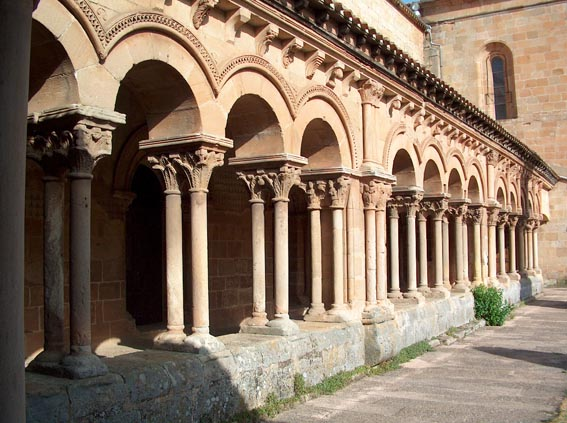
Claustre de la Cocatedral de San Pedro de Sòria.

### Rivalitat per establir la Seu Episcopal
La rivalitat entre la seu episcopal d'Osma i la col·legiata de Sant Pere Apòstol de Sòria va ser constant. Afavorits per un rei castellà molt agraït a la ciutat, Alfons VIII va sol·licitar al segle xiii al papa Climent IV la categoria de ciutat per Sòria i el pas de col·legiata a catedral, cosa que va ser concedida per butlla pontifical. El capítol catedralici d'Osma va protestar i a partir d'aquest moment, totes les peticions que se li concedís a Sòria una nova seu bisbal o, més dràsticament, que es traslladés la d'Osma a Soria, van ser denegades pels reis després de consulta amb els d'Osma al no atrevir-se a fer canvis dràstics que provoquessin conflictes eclesiàstics.
Va poder existir, com s'ha dit, un enfonsament intencionat de la col·legiata, sabent que uns anys abans el capítol de la col·legiata havia sol·licitat al rei el trasllat cap a l'interior de la ciutat de la seu col·legial, a causa que el centre de Sòria s'havia anat traslladant a l'est i la col·legiata, antigament central, havia perdut la seva posició de privilegi. Es va pensar en l'església de Santa María la Mayor fins al punt de disputar durant segles la dignitat de col·legiata. El rei es va negar adduint la bellesa de Sant Pere i la seva categoria d'obra artística.
Després de l'ensulsiada, el bisbe Pedro Acosta es va reunir amb la noblesa de la ciutat i el capítol i els va oferir complir el desig inicial de traslladar la col·legiata al centre de la ciutat. Diuen que és possible que el bisbe pensés construir la seva pròpia seu personal allí, a més del seu enterrament, en una forma encoberta de traslladar la seu bisbal d'Osma a Sòria però aquests es van negar a assumir despeses importants i el bisbe, irritat pel que va descriure documentalment com la pusil·lanimitat dels sorians, únicament va contribuir a la reconstrucció de l'edifici en el mateix lloc on es trobava, però sense despeses addicionals ni obres complementàries.
Finalment després d'anys de peticions el 9 de març de 1959, el papa Joan XXIII, amb la Butlla 'Quandoquidem Animorum', va concedir el títol de cocatedral, data a partir de la qual comparteix la seu catedralícia amb el Burgo de Osma.

### Creació de la diòcesi d'Osma-Soria
El 19 de juny de 1861 va passar a formar part de la província metropolitana de Burgos, mitjançant la butlla Ad cumulum tuae del papa Pius IX. El 2 de setembre de 1955 es van modificar de manera important els límits de la diòcesi, tractant-se dels primers canvis territorials notables des de 1136.
El papa Joan XXIII va canviar la denominació a diòcesi d'Osma-Soria, per la butlla Quandoquidem Animorum datada el 9 de març de 1959. Aquest mateix dia la col·legiata de Sant Pere Apòstol de Sòria va ser elevada a cocatedral. Des de llavors, els límits de la diòcesi coincideixen amb els de l'actual província administrativa de Soria. Fins a aquests canvis es deia diòcesis d'Osma i la seva única seu estava en el Burgo de Osma (Soria) i el seu territori aconseguia les províncies limítrofes de Burgos i Segòvia.

## Bisbes d'Osma i d'Osma-Sòria
Des de 2008 ocupa la seu el bisbe Gerardo Melgar Viciosa.
Per a la cronologia, veure Llista de bisbes d'Osma i d'Osma-Sòria

## Estadístiques
A la fi del 2004 en la diòcesi hi havia 73.190 batejats, sobre una població de 91.487 persones, la qual cosa suposa un 80,0% del total.
| Any  | Població | Població | Població | Sacerdots | Sacerdots       | Sacerdots       | Sacerdots              | Diaques | Religiosos | Religiosos | Parròrquies |
| ---- | -------- | -------- | -------- | --------- | --------------- | --------------- | ---------------------- | ------- | ---------- | ---------- | ----------- |
| Any  | batejats | total    | %        | total     | clergue secular | clergue regular | batejats por sacerdote | Diaques | homes      | dones      |             |
| 1950 | 188.650  | 188.650  | 100,0    | 390       | 310             | 80              | 483                    |         | 245        | 209        | 429         |
| 1970 | 120.350  | 120.350  | 100,0    | 300       | 248             | 52              | 401                    |         | 83         | 380        | 447         |
| 1980 | 99.000   | 101.150  | 97,9     | 211       | 165             | 46              | 469                    | 1       | 64         | 321        | 450         |
| 1990 | 92.640   | 96.500   | 96,0     | 189       | 147             | 42              | 490                    | 1       | 57         | 347        | 477         |
| 1999 | 86.500   | 93.000   | 93,0     | 183       | 145             | 38              | 472                    | 1       | 56         | 302        | 550         |
| 2000 | 87.400   | 95.033   | 92,0     | 171       | 136             | 35              | 511                    | 1       | 45         | 235        | 550         |
| 2001 | 84.465   | 93.850   | 90,0     | 168       | 133             | 35              | 502                    | 1       | 48         | 309        | 551         |
| 2002 | 82.183   | 91.314   | 90,0     | 177       | 142             | 35              | 464                    | 1       | 52         | 312        | 551         |
| 2003 | 72.580   | 90.717   | 80,0     | 178       | 143             | 35              | 407                    | 1       | 50         | 314        | 551         |
| 2004 | 73.190   | 91.487   | 80,0     | 166       | 135             | 31              | 440                    | 1       | 42         | 235        | 551         |